# William Edwards Deming
William Edwards Deming (Sioux City, 14 de outubro de 1900 — Washington, DC, 20 de dezembro de 1993) foi um estatístico, professor universitário, autor, palestrante e consultor estadunidense.
Deming é amplamente reconhecido pela melhoria dos processos produtivos nos Estados Unidos durante a Segunda Guerra Mundial, sendo porém mais conhecido pelo seu trabalho no Japão. Lá, a partir de 1950, ele ensinou altos executivos como melhorar projeto, qualidade de produto, teste e vendas (este último por meio dos mercados globais) através de vários métodos, incluindo a aplicação de métodos estatísticos como a análise de variantes e teste de hipóteses.
Deming fez contribuições significativas para o Japão tornar-se notório pela fabricação de produtos inovadores de alta qualidade. Deming é considerado o estrangeiro que gerou o maior impacto sobre a indústria e a economia japonesa no século XX.

## Os 14 Pontos para a Gestão
Os 14 pontos para a gestão descrevem o caminho para a qualidade total, o qual deve ser continuamente aperfeiçoado. São eles (Deming, 1990:18):
1. Criar constância de propósito de aperfeiçoamento do produto e serviço, a fim de torná-los competitivos, perpetuá-los no mercado e gerar empregos.
2. Adotar uma nova filosofia. Vivemos numa nova era econômica. A administração ocidental deve despertar para o desafio, conscientizar-se de suas responsabilidades e assumir a liderança em direção à transformação.
3. Acabar com a dependência de inspeção para a obtenção da qualidade. Eliminar a necessidade de inspeção em massa, priorizando a internalização da qualidade do produto.
4. Acabar com a prática de negócios compensador baseado apenas no preço. Em vez disso, minimizar o custo total. Insistir na ideia de um único fornecedor para cada item, desenvolvendo relacionamentos duradouros, calcados na qualidade e na confiança.
5. Aperfeiçoar constante e continuamente todo o processo de planejamento, produção e serviços, com o objetivo de aumentar a qualidade e a produtividade e, conseqüentemente, reduzir os custos.
6. Fornecer treinamento no local de trabalho.
7. Adotar e estabelecer liderança. O objetivo da liderança é ajudar as pessoas a realizar um trabalho melhor. Assim como a liderança dos trabalhadores, a liderança empresarial necessita de uma completa reformulação.
8. Eliminar o medo.
9. Quebrar as barreiras entre departamentos. Os colaboradores dos setores de pesquisa, projetos, vendas, compras ou produção devem trabalhar em equipe, tornando-se capazes de antecipar problemas que possam surgir durante a produção ou durante a utilização dos produtos ou serviços.
10. Eliminar slogans, exortações, e metas dirigidas aos empregados.
11. Eliminar padrões artificiais (cotas numéricas) para o chão de fábrica, a administração por objetivos (APO) e a administração através de números e metas numéricas.
12. Remover barreiras que despojem as pessoas de orgulho no trabalho. A atenção dos supervisores deve voltar-se para a qualidade e não para números. Remover as barreiras que usurpam dos colaboradores das áreas administrativas e de planejamento/engenharia o justo direito de orgulhar-se do produto de seu trabalho. Isso significa a abolição das avaliações de desempenho ou de mérito e da administração por objetivos ou por números.
13. Estabelecer um programa rigoroso de educação e auto-aperfeiçoamento para todo o pessoal.
14. Colocar todos da empresa para trabalhar de modo a realizar a transformação. A transformação é tarefa de todos.

Em 1991 foi incluído no Automotive Hall of Fame.

## Vida pessoal

### Infância
William Edwards Deming nasceu em 14 de outubro de 1900, em Sioux City, estado de Iowa. Filho de William Albert Deming e Pluma Irene Edwards. Seu irmão, Robert Edwards nasceu em 11 de maio de 1902, e sua irmã, Elizabeth Marie (mais tarde Elizabeth Deming Hood) nasceu em 21 de janeiro de 1909. Morava com sua família na rua Bluff 121 em Sioux City. Em 1904 foram para a fazenda de galinhas de seu avô materno, Henry Coffin Edwards, em Polk City, Iowa. Sua avó materna, Elizabeth Grant, morreu quando sua mãe era jovem. Em 1907 o governo americano passou a dar terras a quem concordasse em cultivá-las no oeste do país. A família se mudou para Camp Coulter, hoje Powell, em Wyoming. Eles alugaram uma casa até que construíssem uma própria no seu terreno de 40 acres. William Albert acabou descobrindo que seu pedaço de terra não era fértil. Mais tarde construíram uma casa retangular parecida com uma caixa, que mal protegia todos do mau tempo. A água vinha de um poço. A família passou frio, fome e tinha dívidas no período.

### Educação
Pluma Irene e William Albert Deming tiveram uma boa educação e sabiam da importância desta para as crianças. Pluma era musicista e estudou em São Francisco. William Albert estudou ciências e direito. Edwards Deming estudou quando jovem em Powell, ao mesmo tempo que trabalhava para ajudar a família. Entrou para a Universidade de Wyoming em 1917, e se formou em Engenharia Elétrica em 1921. Após se formar, decidiu permanecer mais um ano para estudar Matemática. Neste ano, recebeu uma carta da Escola de Minas do Colorado, na qual foi convidado por um professor de física para lecionar na Universidade e fazer parte de uma banda como bom tocador de flauta que era. Aceitou o convite e iniciou um mestrado em Matemática e Física, recebendo o diploma em 1925. Recebera uma recomendação para trabalhar em Yale como instrutor em tempo parcial. Concluiu um doutorado em Matemática e Física na Yale em 1928. Estudou teoria da música, tocava vários instrumentos e compôs canções.

### Família
Deming casou com Agnes Bell em 1922 em Wyoming. Tiveram uma filha chamada Dorothy que morreu em 1984. Agnes morreu em 1930.
Deming então se casou com Lola Elizabeth Shupe em 1932. Eles tiveram duas filhas, Diana e Linda. Viveram em Washington, D.C. até o final de suas vidas em uma casa que compraram em 1936. Sua mulher morreu em 25 de junho de 1986. Deming morreu silenciosamente enquanto dormia, assistido pela família, em 20 de dezembro de 1993.

## Trabalho
Foi instrutor de engenharia na Universidade de Wyoming (1921-22), professor assistente de Física na Escola de Minas do Colorado (1922-24), e exerceu este mesmo cargo na Universidade do Colorado (1924-25). Foi instrutor de Física na Universidade de Yale entre 1925 e 1927.
Entre 1927 e 1939, Deming trabalhou como Físico Matemático no Laboratório de Pesquisas de Fixação de Nitrogênio do Departamento de Agricultura (USDA). Lançou 38 publicações sobre o assunto durante esse período, todas mostrando seu interesse pela metodologia estatística. Trabalhou como conselheiro estatístico no United States Census Bureau (1939–45). Foi professor de estatística na Universidade de Nova Iorque 1946 até 1993. Foi consultor em pesquisa e em indústria (1946-1993).
Durante seu trabalho no Departamento de Agricultura conheceu Walter A. Shewhart. Deming se inspirou muito no trabalho de Shewhart, considerado o pai do CEP (Controle Estatístico do Processo) As ideias dele tiveram grande influência na teoria da administração de Deming.
O PDCA tornou-se popular pelo Dr. W. Edwards Deming, que é considerado por muitos como o pai do controle de qualidade moderno, no entanto, ele sempre se referia a ele como o "ciclo de Shewhart".
Durante a II Guerra Mundial, Deming fez parte do Comitê Técnico Emergencial, composto por cinco pessoas (H.F. Dodge, A.G. Ashcroft, Leslie E. Simon, R.E. Wareham, e John Gaillard) e ensinou controle estatístico do processo para os trabalhadores da guerra. Os métodos estatísticos foram muito utilizados durante a guerra, mas caíram em desuso alguns anos após o término dela.

### Trabalho no Japão
Em 1947, as Forças Aliadas estavam ocupando o Japão, e Deming foi chamado pelo governo americano para ajudar no censo japonês de 1951. Lá, seu conhecimento em técnicas de controle de qualidade, aliadas ao seu envolvimento com a sociedade japonesa, lhe garantiram um convite da União Japonesa de Cientistas e Engenheiros (JUSE).
Os membros da JUSE haviam estudado as técnicas de Shewhart e precisavam de um professor de controle estatístico para ajudar na reconstrução do Japão. Entre Junho e Agosto de 1950, Deming treinou centenas de engenheiros, gerentes e estudantes em SPC e conceitos de qualidade.  A mensagem de Deming para os chefes executivos do Japão era: melhorar a qualidade diminuirá despesas enquanto aumenta a produtividade e o mercado. Um grande número de indústrias japonesas aplicou suas técnicas e presenciaram um nível de qualidade e de produção nunca vistos. A melhoria da qualidade combinada com o baixo custo criou uma nova demanda internacional para os produtos japoneses.
Deming recusou receber royalties por seus artigos, por isso o JUSE em 1950 criou o Prêmio Deming em sua homenagem. O Prêmio possui grande influência no desenvolvimento do controle da qualidade e gerenciamento no Japão.

### De Volta nos Estados Unidos
Nos Estados Unidos, Deming continuou com seu negócio de consultoria, desconhecido até sua aparição em um especial da NBC chamado “Se o Japão consegue... Por que nós não conseguimos?” sobre a competição industrial entre EUA e Japão. Deming continuou dando consultorias até sua morte.
Uma das primeiras grandes empresas a buscar ajuda de Deming foi a Ford. As vendas da Ford estavam caindo e Deming foi recrutado para ajudar no levantamento da qualidade. Ele questionou a cultura da empresa e seu gerenciamento. Ele disse a Ford que as decisões da gerência são responsáveis por 85% dos problemas da produção de  melhores carros.
Em 1982, Deming criou uma linha rentável de carros, a linha Taurus-Sable. A Ford acabou se tornando a empresa de carros americana mais lucrativa, passando a concorrente General Motors. O sucesso da Ford continuou por anos, confirmando o talento de Deming. Também em 1982, Deming se tornou autor. Teve seu livro, Fora da Crise (antes chamado Qualidade, Produtividade e Posição Competitiva) pelo MIT. Ele oferecia sua teoria sobre gerenciamento e seus famosos 14 pontos do gerenciamento. Para ele, gerenciar sem pensar no futuro acarreta em perda de mercado, seguido de perda de empregos.